# Čestný kříž obrany
Čestný kříž obrany (norsky Forsvarets hederskors) je norské vojenské vyznamenání založené roku 2012 norským králem Haraldem V.

## Historie a pravidla udílení
Medaile byla založena dne 30. ledna 2012. Udílena je na základě nominace náčelníka obrany za mimořádně vynikající činnost v ozbrojených silách či za zásluhy o norské ozbrojené síly. Může být udělena občanům Norska i cizím státním příslušníkům. Udělen může být každému pouze jednou a pouze v případě, že za stejný čin již dotyčný neobdržel jiné norské vyznamenání. Spolu s medailí je vyznamenaným předáván také diplom potvrzující udělení vyznamenání. Po udělení je majetkem vyznamenaného a po jeho smrti náleží jeho dědicům. V případě činů vyznamenaného neslučujících se se statutem ocenění, může být dotyčnému z rozhodnutí náčelníka obrany odebrána.

## Popis medaile
Medaile má tvar stříbřitého kříže s barevně smaltovaným znakem norských ozbrojených sil uprostřed. Kříž je položen na věnci. Na zadní straně je vyryto jméno příjemce.
Stuha je červená se dvěma stříbrnými pruhy na obou okrajích. Medaile se nosí nalevo na hrudi.